# Fougamou
Fougamou – miasto w Gabonie w prowincji Ngounié. Miasto liczyło według spisu z 1993 roku 4100 mieszkańców, według szacunków na 2008 rok liczy ok. 6969 mieszkańców.